# Леовский район
Лео́вский райо́н (рум. Raionul Leova, Район Леова) — административно-территориальная единица Республики Молдова.

## История
Как и большинство районов Молдавской ССР, образован 11 ноября 1940 года с центром в городе Леово. До 16 октября 1949 года находился в составе Кишинёвского уезда, после упразднения уездного деления перешёл в непосредственное республиканское подчинение.
С 31 января 1952 года по 15 июня 1953 года район входил в состав Кагульского округа, после упразднения окружного деления вновь перешёл в непосредственное республиканское подчинение.
9 января 1956 года в состав Леовского района передана часть упраздняемого Баймаклийского района. Позже, при восстановлении Кантемирского (Баймаклийского) района, территории были частично возвращены последнему.
С 1999 года по 2002 год, в рамках проводимой административной реформы, район являлся частью Лапушнянского уезда. После упразднения уездного деления, район вновь стал самостоятельной административной единицей.

## Население
|        | 2003 год | 2004 год | 2005 год | 2006 год | 2014 год |
| ------ | -------- | -------- | -------- | -------- | -------- |
| Леова  | 11 350   | 11 300   | 10 000   | 11 400   | 7 443    |
| Яргара | 5 050    | 5 000    | 4 500    | 3 000    | 3 957    |
| сёла   | 38 650   | 38 600   | 36 600   | 37 200   | 33 302   |
| Всего: | 55 050   | 54 900   | 51 100   | 51 600   | 44 702   |

## Достопримечательности
- Возле города Леово находятся останки «Траянова вала» — оборонительной системы линейных укреплений из земляных валов и деревянного частокола времён Древнего Рима.